# Ibrahim Maglajlić
Ibrahim-efendija Maglajlić (25. dubna 1861 Banja Luka, Osmanská říše – 16. září 1936 Banja Luka, Království Jugoslávie) byl bosenskohercegovský islámský duchovní, muftí a reisu-l-ulema, a politik bosňáckého původu.

## Životopis
Narodil se do sňatku Smail-agy Maglajliće a Eminy Smajić. V rodné Banja Luce dokončil mekteb a medresu, nižší a vyšší islámské školu pod vedením učitele, muderrise, Smail-efendiji Skopljaka. Roku 1878 se přidal k muslimskému hnutí odporu vůči rakousko-uherské okupaci Bosny a Hercegoviny. V létě byl habsburskými okupanty zajat a do konce roku 1878 internován v Olomouci. Po návratu do vlasti odešel na studia do Istanbulu, kde setrval až do roku 1887. Tehdy byl jmenován ředitelem (upravitelj) banjalucké medresy (Fejzija medresa) a pak roku 1898 ředitelem ruždie, muslimské konfesní základní školy se světskými předměty. Na tomto postu zůstal až do vypuknutí první světové války roku 1914, kdy byl jmenován muftím v Tuzle.
Počátkem roku 1919 se aktivně podílel na vzniku Jugoslávské muslimské organizace (Jugoslavenska muslimanska organizacija, JMO), delegáty byl nakonec zvolen jejím předsedou. Roku 1920 získal poslanecký mandát do Ústavodárného shromáždění Království Srbů, Chorvatů a Slovinců. V čele strany zůstal až do poloviny roku 1922, kdy hájil spolupráci s vládnoucím režimem, kdežto většina představitelů chtěla odejít do pozice. Maglajlićovo křídlo ve vnitrostranickém boji prohrálo, duchovní opustil stranu a založil vlastní hnutí. Jugoslávská muslimská národní organizace (Jugoslavenska muslimanska narodna organizacija) ale v březnových volbách roku 1923 propadla a duchovní se zcela stáhl z veřejného života.
Roku 1925 byl jmenován banjaluckým muftím, ale již o čtyři roky později byl penzionován. Po zavedení královské diktatury roku 1929 podporoval panovníka Alexandra I., což mu po vynucené reformě Islámského společenství v Bosně a Hercegovině (tj. sjednocení všech islámských obcí v Jugoslávii do jediné organizace s centrem v Bělehradě) a rezignaci jejího vůdce Mehmeda Džemaluddin-efendiji Čauševiće vyneslo post reisu-l-ulemy.
Za duchovního vůdce všech jugoslávských muslimů byl zvolen 11. června 1930 a slavnostně jmenován 31. října 1930 v bělehradské mešitě Bajrakli. Volební kurie Maglajliće zvolila na svém bělehradském zasedání se ziskem 27 preferenčních hlasů, protikadidát Salim Muftić obdržel 25 hlasů a Mehmedalija Mahmudović 20 hlasů. V osmadvacetičlenné kurii zasedali členové Ulema medžlisu v Sarajevu (Šaćir Mesihović, Salim Muftić a Osman Sikirić) a Skopji (Vejsil Ališan, Murat Vodopić, Husein Ali a Mehmed Abdulhamid), osm muftí, šest členů Vrchního šarí‘atského soudu, ředitelé tří islámských škol a dva zástupci Ministerstva spravedlnosti a Ministerstva vojska a námořnictva (Hasan Rebac a Abduselam Džumhur).
Po vstupu Jugoslávské muslimské organizace do vlády (1935) došlo k oslabování státního vlivu na chod Islámského společenství a Maglajlićova pozice se stávala neudržitelnou. V rámci kompromisních jednání Maglajlić byl 14. března 1936 penzionován a jeho místo po dvouletém přechodénm období zaujal Fehim-efendija Spaho. Duchovní se z jugoslávského hlavního města vrátil do Banja Luky, kde nedlouho poté zemřel. Pohřben byl ve dvoře mešity Gazanferija.

## Vyznamenání
- Řád svatého Sávy III. třídy – 1920
- Řád bílého orla – 1924
- Řád jugoslávské koruny I. třídy – 1930